# Simancas (gmina)
Simancas – gmina w Hiszpanii, w prowincji Valladolid, w Kastylii i León, o powierzchni 42,36 km². W 2011 roku gmina liczyła 5360 mieszkańców.